# Curt Backeberg
Curt Backeberg (Lüneburg, 2 de agosto de 1894-Hamburgo, 14 de enero de 1966) fue un horticultor y cactólogo aficionado alemán, especialmente conocido por su colección y clasificación de cactus; quien fue honorariamente invocado como destacado botánico, poseyendo más de 5000 nuevas descripciones de especies y variedades de cactos.

## Biografía
Viajó unos 80 000 km a lo largo de Centroamérica y Sudamérica, y publicó una serie de libros sobre la familia Cactaceae. Entre ellos se encuentra Die Cactaceae, 1958-1962, que tiene seis volúmenes y 4000 páginas y el Kakteenlexikon que se editó por primera vez en 1966 y ha sido reeditado después de su muerte.
Si bien recolectó y describió muchas especies nuevas y definió un gran número de géneros nuevos, gran parte de su trabajo estaba basado en lagunas sobre la evolución de los cactus, y demasiado enfocado en la distribución geográfica; muchos de sus géneros han sido reorganizados o abandonados desde entonces.
Fue curador del antiguo Jardín del rey Leopoldo II de Bélgica en Saint-Jean-Cap-Ferrat.

## Géneros
- Armatocereus Backeb.
- Austrocylindropuntia Backeb.
- Coleocephalocereus Backeb.
- Isolatocereus Backeb.
- Neobuxbaumia Backeb.
- Polaskia Backeb.
- Rauhocereus Backeb.
- Turbinicarpus Buxb. & Backeb.
- Weberbauerocereus Backeb.

## Reconocimientos
En su honor la doctora Helia Bravo Hollis nombró al género Backebergia.

## Epónimos
Especies
- (Cactaceae) Cephalocereus backebergii (Weing.) Borg[1]
- (Cactaceae) Lobivia backebergiana Y.Itô[2]
- (Crassulaceae) Echeveria chiclensis var. backebergii (Poelln.) Pino[3]

## Obras
- Kakteenjagd zwischen Texas und Patagonien, 1929
- Neue Kakteen: Jagden, Arten, Kultur Backeberg, Curt. Trowitzsch & Sohn.Frankfurt; Berlín. 1931
- Die Cactaceae: Handbuch der Kakteenkunde Backeberg, Curt. Gustav Fischer. Jena. 1958
- Das Kakteelexikon Backeberg, Curt. Gustav Fischer. Stuttgart. 1966